# Parauxesis machadoi
Parauxesis machadoi är en skalbaggsart som beskrevs av Pierre Lepesme 1953. Parauxesis machadoi ingår i släktet Parauxesis och familjen långhorningar.
Artens utbredningsområde är Angola. Inga underarter finns listade i Catalogue of Life.